# باشگاه فوتبال سلام زغرتا
باشگاه فوتبال سلام زغرتا معروف به سلام زغرتا یا به زبان ساده سلام، یک باشگاه فوتبال مستقر در زغرتا، لبنان است که در دسته دوم لبنان رقابت می‌کند.
این باشگاه که در سال ۱۹۳۳ با نام سلام اشرفیه تأسیس شد، در سال ۱۹۷۱ به سلام زغرتا تغییر نام داد؛ هواداران آنها عمدتاً مارونی‌های منطقه زغرتا و سایر مناطق شمال لبنان هستند. رنگ‌های سنتی لباس این باشگاه قرمز و مشکی است. در سال ۲۰۱۴، آنها جام حذفی لبنان را که تنها جام بزرگ آنها تا به امروز است، به دست آوردند.